# Síntese 24 Horas
Síntese 24 Horas foi um programa de informação produzido e emitido pela RTP2. A sua primeira emissão foi a 28 de junho de 2013, em substituição do 24 Horas Sumário, que encerrou as suas emissões um dia antes. Era uma síntese das notícias mais importantes do dia que seriam analisadas no 24 Horas, que iria para o ar à meia-noite, em simultâneo com a RTP Informação.
Era apresentado por João Fernando Ramos, Jorge Oliveira da Silva e Sandra Fernandes Pereira.
No dia 4 de abril de 2014, a Síntese 24 Horas teve a sua última emissão, sendo substituída pelo Jornal 2.